# أريابهاتا (قمر اصطناعي)
أريابهاتا هو أول قمر اصطناعي هندي، أطلق في 19 أبريل 1975. حمل اسم أريابهاتا، وهو من أوائل علماء الفلك والرياضيات في الهند القديمة.

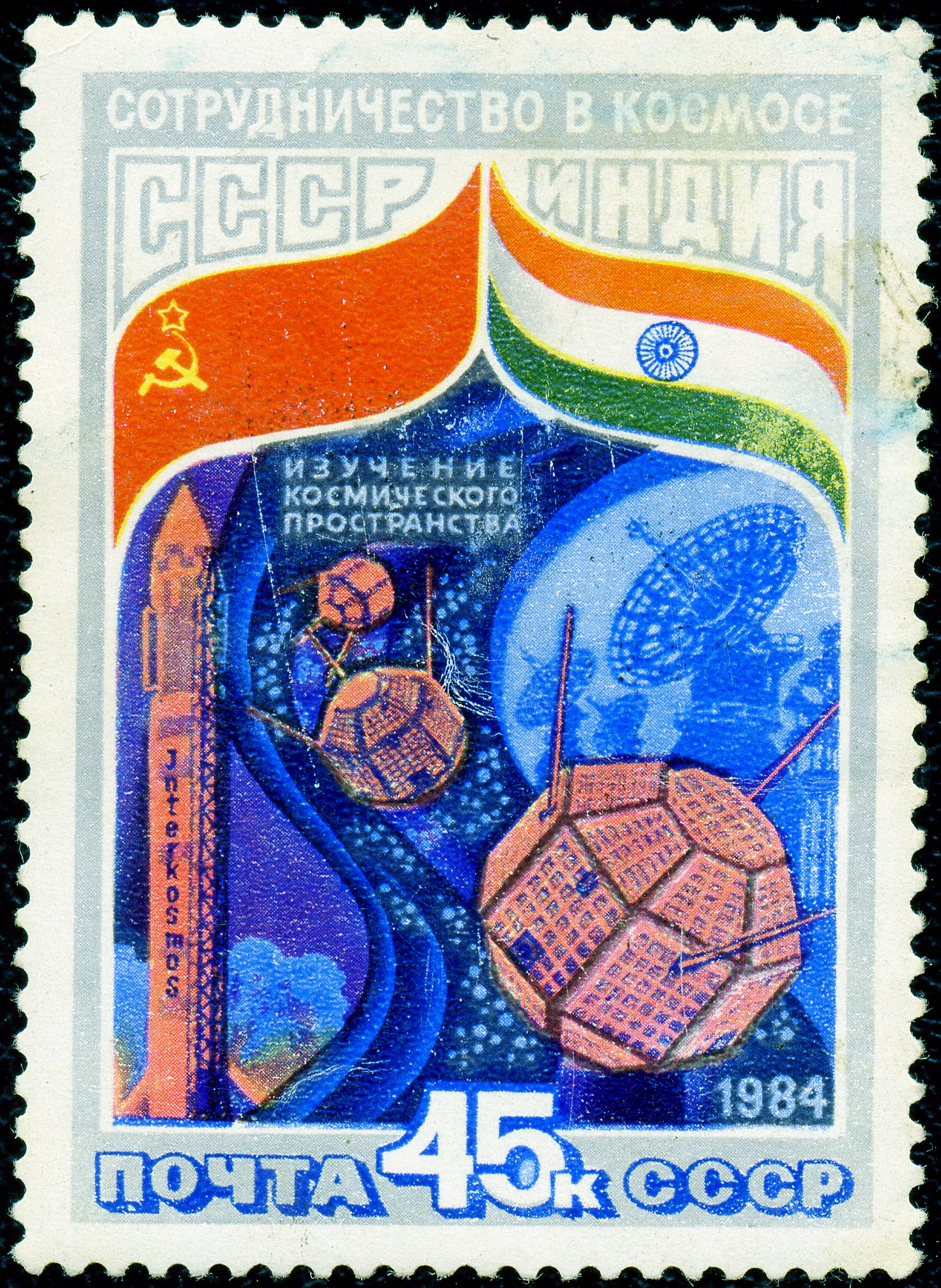

## وصلات خارجية
- موقع القمر الصناعي